# Phenacoccus pratti
Phenacoccus pratti är en insektsart som beskrevs av Takahashi 1951. Phenacoccus pratti ingår i släktet Phenacoccus och familjen ullsköldlöss. Inga underarter finns listade i Catalogue of Life.